# 차나 마살라
차나 마살라(펀자브어: ਚਣਾ ਮਸਾਲਾ, چنا مسالا, 힌디어: चना मसाला, 우르두어: چنا مسالہ)는 벵골콩 커리이다. 펀자브를 비롯한 북인도와 파키스탄 지역에서 즐겨 먹는다. 촐레 마살라(펀자브어: ਛੋਲੇ ਮਸਾਲਾ, 힌디어: छोले मसाला)나 촐레(펀자브어: ਛੋਲੇ, 힌디어: छोले)로도 불린다.

## 같이 보기
- 라블라비